# Первая Чехословацкая республика

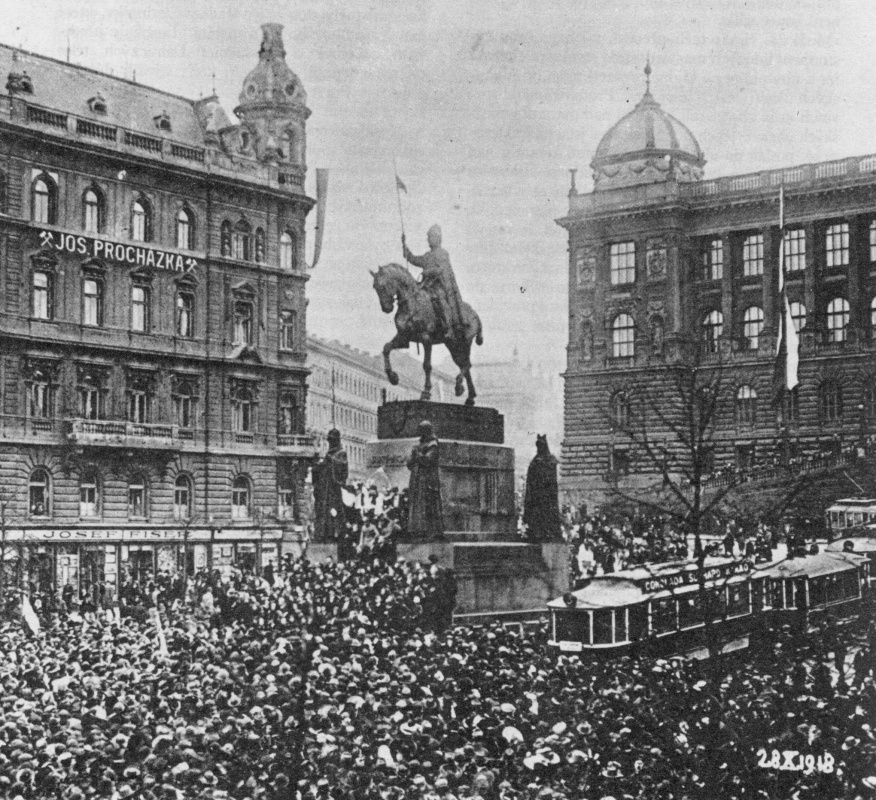
Демонстрация на Вацлавской площади в Праге 28 октября 1918 года.

Первая Чехословацкая республика (чеш. první Československá republika, словац. prvá Československá republika; для краткости První republika и Prvá republika) — возникшее в результате распада Австро-Венгрии первое чехословацкое государство, существовавшее с октября 1918 года по сентябрь 1938 года.
Первое чехословацкое государство состояло из Богемии, Моравии, Чешской Силезии, Словакии и Подкарпатской Руси. В сентябре 1938 года Нацистская Германия присоединила к себе Судетскую область по Мюнхенскому соглашению (сговору) при участии Франции, Великобритании, Италии. Польша оккупировала Тешинскую область, а южную часть Словакии и Подкарпатской Руси отделили в пользу Венгрии (Первый Венский арбитраж). Это фактически положило конец Первой Чехословацкой Республике, которую сменила недолговечная Вторая Чехословацкая республика.

## История
Независимость Чехословакии была провозглашена 28 октября 1918 года Национальным Чехословацким советом в Праге. Некоторые этнические группы и территории с различными историческими, политическими и экономическими традициями должны были смешаться в новой структуре государства.
Полные границы страны и организация её правительства были окончательно установлены Чехословацкой конституцией 1920 года. Томаш Гарриг Масарик был признан союзниками Первой мировой войны в качестве лидера Предварительного Чехословацкого правительства, а в 1920 он был избран первым президентом страны. Он был переизбран в 1925 и 1929, выступающий в качестве Президента до 14 декабря 1935 года, когда он ушел в отставку по состоянию здоровья. Его сменил Эдвард Бенеш.
После Аншлюса нацистской Германии и Австрии в марте 1938 года, следующей целью нацистского лидера Адольфа Гитлера была аннексия Чехословакии. Его предлогом для этого решения были потери, понесенные этническим немецким населением, проживающим в северных и западных пограничных регионах, известных под общеизвестным названием Судетская область. Их включение в нацистскую Германию оставит остальную Чехословакию без сил, чтобы устоять против последующей оккупации.

## Политика
В значительной степени, политический строй поддерживался фигурой первого президента страны Томаша Масарика. В качестве главного основателя республики, Масарик воспринимался населением с уважением, равным таковому к Джорджу Вашингтону в США, что дало Масарику возможность преодолеть казалось бы, неразрешимые политические проблемы. Даже по сей день Масарик рассматривается как символ чехословацкой демократии.
Конституция 1920 года в общих чертах утвердила положения временной конституции 1918 года. Чехословацкое государство было задумано как парламентская демократия, руководствующаяся в первую очередь Национальным Собранием, состоящей из Сената и палаты депутатов, члены которого должны были избираться на основе всеобщего избирательного права. Национальное Собрание было ответственным за законодательную власть и также получило контроль над исполнительной и судебной. Каждые семь лет оно выбирало президента и утверждало кабинет, назначавшийся им. Исполнительная власть должна была быть разделена президентом и кабинетом; власть последнего, ответственного перед Национальным Собранием, должна была преобладать. В реальности все несколько отличалась от идеала, однако только во время почти абсолютного президентства Масарика и его преемника Бенеша. Конституция 1920 года предусматривала высокую степень контроля центрального правительства над местными органами власти. С 1928 по 1940 год, Чехословакия была разделена на четыре «земли» (Чешский: «země», Словацкий: «krajiny»); Богемия, Моравия-Силезия, Словакия и Подкарпатская Русь. Хотя в 1927 ассамблеи были предоставлены Богемии, Словакии и Руси, их юрисдикция ограничивалась регулировкой законов и постановлений центрального правительства к местным потребностям. Центральное правительство назначало одну треть членов этих ассамблей. Конституция определила «чехословацкую нацию», как создателя и основную составляющую чехословацкого государства и назначила чешский и словацкий в качестве официальных языков. Концепция чехословацкой нации была необходима для того, чтобы оправдать создание Чехословакии миру, поскольку в противном случае статистическое большинство чехов по сравнению с немцами было бы довольно небольшим, и в государстве немцев было бы больше, чем Словаков. Национальные меньшинства были уверены в особой защите; в районах, где они составляли 20 % населения, представителям групп меньшинств была предоставлена полная свобода на использование своего языка в повседневной жизни, в школах и в вопросах, связанных с властями.

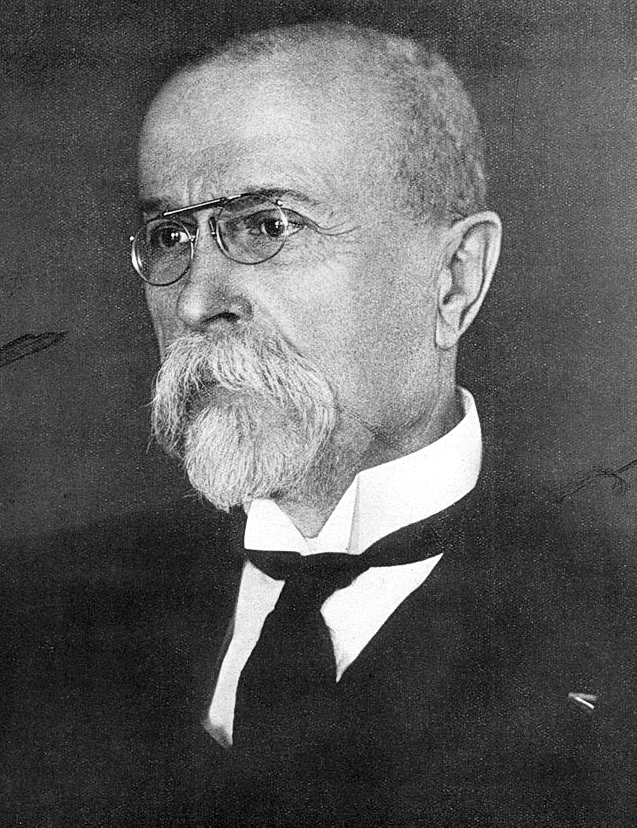
Томаш Гарриг Масарик, первый президент и отец-основатель Чехословацкой Республики

Деятельность нового чехословацкого правительства отличалась стабильностью во многом благодаря хорошо организованным политическим партиям, которые превратились в реальные центры власти. За исключением периода с марта 1926 по ноябрь 1929, когда не было коалиции, коалиция из пяти чехословацких партий составила костяк правительства: Республиканская партия земледельческого и малокрестьянского населения, Чехословацкая социал-демократическая рабочая партия, Чехословацкая национал-социалистическая партия, Чехословацкая народная партия, Национал-демократическая партия. Лидеры этих партий стали известны как «Pětka» (произн. пьетка) (Пятерка). «Pětka» возглавлялась Антонином Швеглой, который занимал пост премьер-министра на протяжении большей части 1920-х годов и разработал шаблон коалиционной политики, которая сохранилась до 1938 года. Политика коалиции была выражена в лозунге «Мы договорились, что договоримся»:
- Республиканская партия земледельческого и мелкокрестьянского населения была сформирована в 1922 году в результате слияния Чешской аграрной партии и Словацкой аграрной партии. Во главе с Швеглой новая партия стала главным голосом для сельского населения, представляющего главным образом крестьян с малым и средним хозяйством. Швегла сочетал поддержку прогрессивного социального законодательства с демократическим мировоззрением. Его партия была основой всех правительственных коалиций между 1922 и 1938 гг., наибольшим влиянием пользовалась в несудетских сельских районах Богемии, а также в Подкарпатской Руси
- Чехословацкая социал-демократическая рабочая партия значительно уменьшилась, когда коммунисты вышли из партии в 1921 году для формирования Коммунистической партии Чехословакии, но к 1929 году она начала восстанавливать свои силы. Умеренная левая партия рабочего класса, Чехословацкая социал-демократическая рабочая партия заявила о симпатии к парламентской демократии. Антонин Гампл был председателем партии, а Иван Дерер возглавлял её словацкую секцию. Наибольшим влиянием пользовалась в Плезене, являлась третьей по влиянию партией в несудетской части Богемии, уступая по влиянию Чехословацкой национал-социалистической партии, и в несудетской части Моравии
- Чехословацкая национал-социалистическая партия (называлась Чешской социалистической партией до 1926) была создана до Первой мировой войны, когда социалисты откололись от социал-демократической партии. Она отрицала классовую борьбу и поддерживала развитие национализма. Во главе с Вацлавом Клофаком, её состав в основном происходил из людей ниже среднего класса, гражданских служащих и интеллигенции (в том числе Бенеша). Наибольшим влиянием пользовалась в Праге и в несудетской части Богемии в целом, в несудетской части Моравии являлась четвёртой по величине партией уступая по влиянию Чехословацкой социал-демократической партии (кроме Брно), в Словакии влияние партии колебалось от пятого до седьмого места, уступая Чехословацкой социал-демократической рабочей и Коммунистической партиям, в южной — венгерской — части являлась четвёртой по влиянию партией уступая по влиянию Коммунистической партии Чехословакии, в Подкарпатской Руси — пятой по влиянию уступая Коммунистической партии Чехословакии, также пользовалась влиянием среди чехов городских районов Судет опережая здесь по влиянию Чехословацкую социал-демократическую рабочую партию, в Подкарпатской Руси являлась седьмой по влиянию партией уступая тем же партиям
- Чехословацкая народная партия — слияние нескольких католических партий, групп и профсоюзов — создавался отдельно в Богемии в 1918 году и в более католической Моравии в 1919 году. В 1922 году общий исполнительный комитет был сформирован во главе с Яном Шрамеком. Чехословацкая народная партия поддерживала христианские нравственные принципы и социальную энциклику Льва XIII. Наибольшим влиянием пользовалась среди чехов-католиков сельских районов
- Чехословацкая национал-демократическая партия была создана после Первой мировой войны в результате слияния Младочешской партии с другими правыми и центристскими партиями. Идеологически, ей были характерны национальный радикализм и экономический либерализм. Во главе с Крамаржом и Алоисом Рашином, Чехословацкая национал-демократическая партия выражала интересы крупного бизнеса, банкиров и промышленников. Однако, партия начала ослабевать после 1920 года. Сильное влияние партия сохраняла в Подкарпатской Руси уступая здесь только Республиканский партии земледельческого и мелкокрестьянского населения
- Коммунистической партии Чехословакии (Komunistická strana Československa) — наибольшим влиянием пользовалась в городских районах Судет, в несудетской части Богемии являлась четвёртой по влиянию партией уступая Чехословацкой национал-социалистической партии и Чехословацкой социал-демократической рабочей партии, в несудетской части Моравии — пятой по влиянию партией, уступая Чехословацкой социал-демократической партии и Чехословацкой национал-социалистической партии, в Словакии — являлась четвёртой по влиянию партией, уступая по влиянию Чехословацкой социал-демократической рабочей партией, в южной части Словакии — являлась второй по влиянию партией, в Подкарпатской Руси — третьей по влиянию
- Немецкие партии также приняли участие в правительстве в начале 1926 года:
  - Немецкая социал-демократическая рабочая партия Чехословацкой Республики (Německá sociálně demokratická strana dělnická v Československé republice, Deutsche sozialdemokratische Arbeiterpartei in der Tschechoslowakischen Republik) — наибольшим влиянием пользовалась в городских районах Судет
  - Немецкая христианско-социальная народная партия (Německá křesťansko sociální strana lidová, Deutsche Christlich-Soziale Volkspartei) — наибольшим влиянием пользовалась среди немцев-католиков сельских районов Судет
  - Союз сельских хозяев (Německý svaz zemědělců, Bund der Landwirte) и Немецкая национальная партия (Deutsche Nationalpartei, Německá nacionální strana) — наибольшим влиянием пользовалась среди немцев-протестантов сельских районов Судет, в 1929 году входила в Немецкое избирательное общество (Německé volební společenství, Deutsche Wahlgemeinschaft) совместно с Немецким трудовым и избирательным сообществом (Německé pracovní a volební společenství, Deutsche Arbeits- und Wahlgemeinschaft) (создана в 1928 году частью бывших членов Немецкой национальной партии и частью членов Немецкой демократической свободомыслящей партией) и Карпатонемецкой партией
  - Немецкая национал-социалистическая рабочая партия (Německá národně socialistická strana dělnická, Deutsche Nationalsozialistische Arbeiterpartei) — объединяла немцев-фашистов
  - Немецкая демократическая свободомыслящая партия (Německá demokratická svobodomyslná strana, Deutsche Demokratische Freiheitspartei) — имела некоторое влияние в городах
- Венгерские партии, под влиянием ирредентистской пропаганды из Венгрии, никогда не входили в чехословацкие правительства, но не были открыто враждебными
  - Венгерская социал-демократическая партия в Чехословакии — большого влияния получить не смогла
  - Национальная христианско-социальная партия (Zemská křesťansko-socialistická strana, Országos Keresztényszocialista Párt) — наибольшим влиянием пользовалась среди венгров сельских районов южной части Словакии
- Карпато-немецкая партия (Karpatoněmecká strana, Karpatendeutsche Partei) — наибольшим влиянием пользовалась среди немцев сельских районов Словакии
- Словацкая народная партия (Slovenská ľudová strana) — наибольшим влиянием пользовалась в Словакии, кроме южной части
- Социал-демократическая рабочая партия Подкарпатской Руси — большого влияния получить не смогла, но в Подкарпатье была третьей по силе после коммунистов и аграриев
- Польская социалистическая рабочая партия — большого влияния получить не смогла

### Внешняя политика

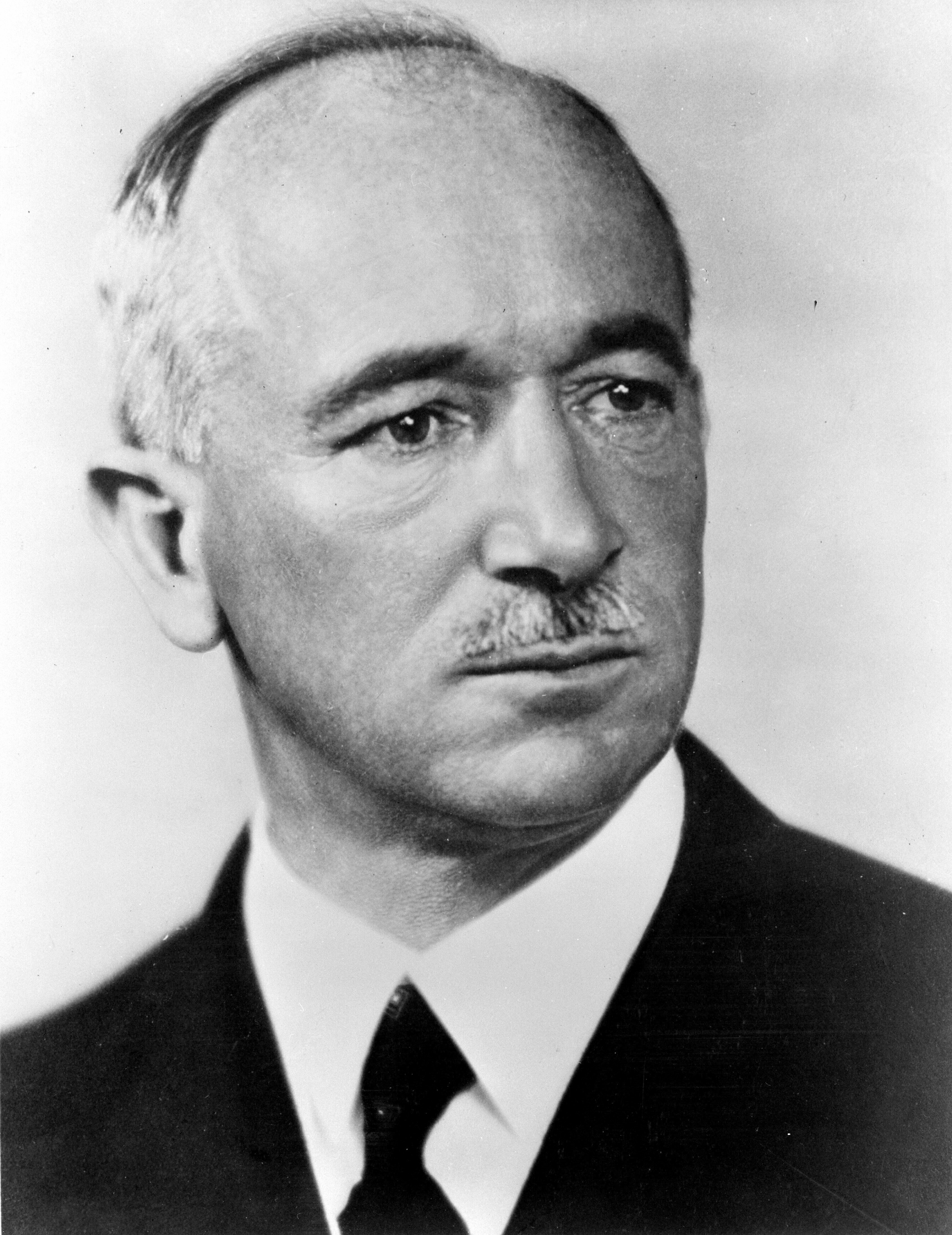
Эдвард Бенеш, министр иностранных дел и преемник Масарика на посту президента Чехословакии

Эдвард Бенеш, министр иностранных дел с 1918 по 1935 год, создал систему союзов, которая определяла международную позицию республики до 1938 года. Демократический государственный деятель западной ориентации, Бенеш в значительной степени зависел от Лиги Наций, как гаранта послевоенного статуса-кво и безопасности вновь образованных государств. Он вел переговоры Малой Антанты (союз с Югославией и Королевством Румынией в 1921 г. для борьбы с венгерским Реваншизмом и реставрацией Габсбургов). Далее он попытался вести переговоры с Великобританией и Францией, прося их об обещании помощи в случае агрессии против маленькой, демократической Чехословацкой Республики. Великобритания оставалась непреклонной в своей изоляционной политике, и в 1924 г. Бенеш заключил отдельный союз с Францией. Прозападная политика Бенеша получила серьёзный удар ещё в 1925 году в виде Локарнских договоров, которые проложили путь Германии для приема в Лигу Наций, гарантирующую Германии западные границы. Французским войскам, таким образом, иммобилизированным на Рейне, было трудно помогать Чехословакии. Кроме того, договором предусмотрено, что восточная граница Германии будет предметом переговоров.
Когда лидер НСДАП Адольф Гитлер пришел к власти в 1933 году, страх перед германской агрессией стал широко распространенным в восточной части Центральной Европы. Бенеш добивался участия Советского Союза в союзе, чтобы включить Францию. В 1935 году Советский Союз подписал договоры с Францией и Чехословакией. Вместе со своими коллегами, советским наркомом Максимом Литвиновым и французским министром Луи Барту, Бенеш стал творцом трёхсторонней системы коллективной безопасности.
В сущности, договоры предусматривали, что Советский Союз придет на помощь Чехословакии, только если французская помощь придет первой. В 1935 г., когда Бенеш стал президентом после Масарика, и премьер-министр Милан Ходжа взял на себя министерство иностранных дел. Усилия Ходжи по укреплению альянсов в Центральной Европе пришли слишком поздно. В феврале 1936 года министерство иностранных дел перешло под руководство Камила Крофта, сторонника линии Бенеша.

## Административное деление

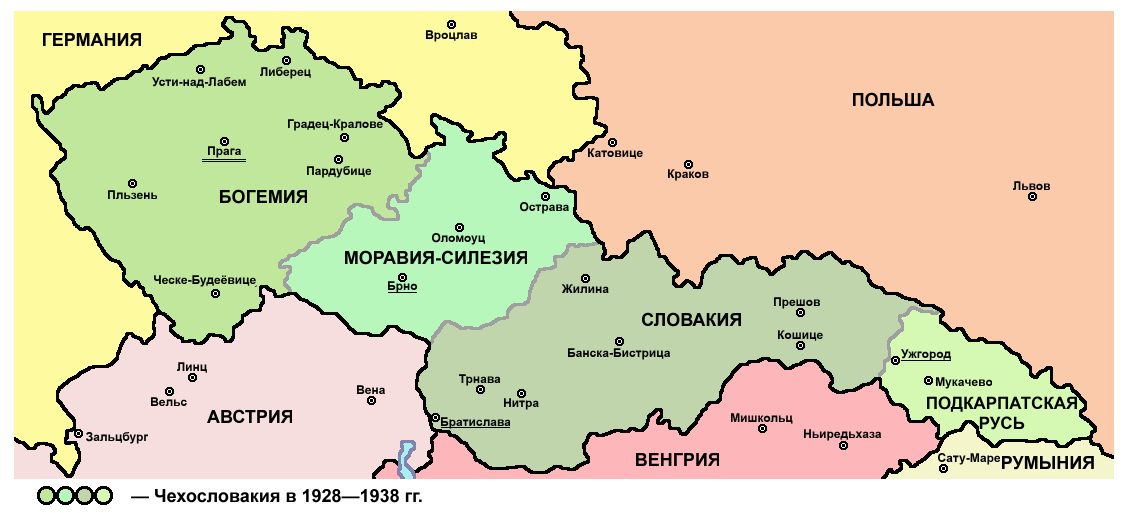
Административное деление Чехословакии с 1928 года

Территория Чехословацкии делилась на земли — сперва их было пять:
- Чешская земля (Прага)
- Моравская земля (Брно)
- Силезская земля (Опава)
- Словацкая земля (Братислава)
- Подкарпаторусская земля (Ужгород)

С 1928 года преобразованы в четыре: Силезия была объединена с Моравией.
Земли делились на округа (окресы) и статуарные города (Прага, Либерец, Йиглава, Кромержиж, Угерске-Градиште, Зноймо, Фридек-Мистек, Брно, Оломоуц и Опава), округа на города и общины, статуарные города на районы.

## Правовая система
Высшая судебная инстанция — Верховный Суд (Nejvyšší soud), суды апелляционной инстанции — высший суд (Vrchní soud), суды первой инстанции — краевые суды (Krajský soud):
- Высший суд в Праге (Vrchní soud v Praze)
  - Краевой суд в Праге (Krajský soud v Praze)
  - Краевой суд в Чешке-Будеёвице (Krajský soud v Českých Budějovicích)
  - Краевой суд в Пльзене (Krajský soud v Plzni)
  - Краевой суд в Литомержице (Krajské soudy v Litoměřicíc)
  - Краевой суд в Градец Кралове (Krajský soud v Hradci Králové)
- Высший суд в Брно (Vrchní soud v Brně)
  - Краевой суд в Брно (Krajský soud v Brně)
  - Краевой суд в Остраве (Krajský soud v Ostravě)
- Высший суд в Братиславе
  - Краевой суд в Банко-Быстрице (Krajský súd v Banskej Bystrici)
  - Краевой суд в Братиславе (Krajský súd v Bratislave)
  - Краевой суд в Кошице (Krajský súd v Košiciach)
  - Краевой суд в Нитре (Krajský súd v Nitre)
  - Краевой суд в Прешове (Krajský súd v Prešove)
  - Краевой суд в Тренчине (Krajský súd v Trenčíne)
  - Краевой суд в Трнаве (Krajský súd v Trnave)
  - Краевой суд в Жилине (Krajský súd v Žiline)

Низшее звено судебной системы — окружные суды (Okresní soud).

## Экономика

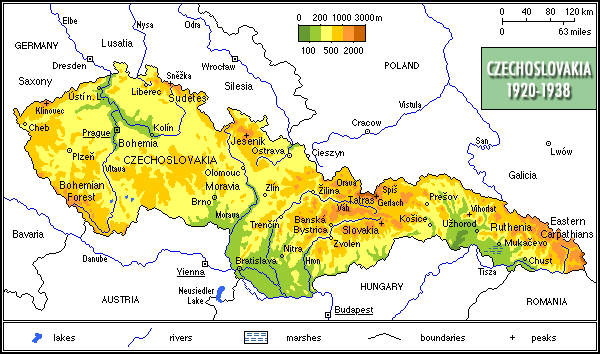
Чехословакия 1920—1938

Денежная единица — крона, разменная монета — геллер, эмиссию осуществлял Чехословацкий национальный банк (Národní banka Československá). Оператор почтовых услуг и телефона — Чехословацкая почта (Československá pošta). Оператор железнодорожных перевозок — Чехословацкие железные дороги (Československé státní dráhy). Трамвай существовал в Праге, Богумине, Брно, Ческе-Будеёвице, Яблонеце-над-Нисоу, Йиглаве, Либерце, Литвинове, Марианске-Лазне, Мосте, Оломоуце, Опаве, Пльзене, Теплице, Усти-над-Лабой, Витковице, Братиславе, Кошице и Тренчьянске-Теплице.
Новая нация имела население больше 13,5 млн. Она унаследовала от 70 до 80 % всей промышленности Австро-Венгерской империи, в том числе фарфоровую и стеклянную промышленности и сахарные заводы; более 40 % винокуренных и пивоваренных заводов; Škoda Holding Пльзени, которая производила вооружение, Локомотивы, автомобили, Машины и химическую промышленность северной Чехии. Семнадцать процентов от стоимости всей венгерской промышленности, которая сложилась в Словакии в конце 19-го века также перешла к республике. Чехословакия была одним из десяти наиболее промышленно развитых государств в мире.
Чешские земли были гораздо более промышленно развиты, чем в Словакии. В Чехии, Моравии и Силезии, 39 % населения было занято промышленностью и 31 % сельским хозяйством и лесоводством. Большинство легкой и тяжелой промышленности находилось в Судетской области и принадлежала немцам и находилось под контролем немецких банков. Чехи контролировали лишь от 20 до 30 % всей промышленности. В Словакии 17,1 % населения было занято промышленностью и 60,4 % работали в сельском хозяйстве и лесоводстве. Только 5 % всей промышленности были в словацких руках. Подкарпатская Русь была в основном без промышленности.
В сельскохозяйственном секторе, программа реформ, представленная вскоре после создания республики, была призвана исправить несправедливое распределение земли. Одна треть всех сельскохозяйственных угодий и лесов принадлежала аристократии — в основном немцам (или германизованным чехам, как, например, Кинские, Чернины или Кауницы) и венграм и Римско-католической церкви. Половина имущества было площадью в 20000 м². «Закон о землевладении» от апреля 1919 года призвал к экспроприации всей недвижимости, превышающей 1,5 км² пахотной земли и 2,5 км² земли в целом (5 км² должно было быть абсолютным максимумом). Перераспределение действовало на постепенной основе, владельцы продолжили бы владеть в промежуточном периоде, и была предложена компенсация.

## Этнические группы

Языковая карта Первой Чехословацкой республики

Национальные споры возникли из-за того, что более многочисленные чехи доминировали в центральном правительстве и других национальных учреждений, все из которых имели свои места в чешской столице Праге. Словацкий средний класс был крайне мал в 1919 году, поскольку венгры, немцы и евреи ранее заполнили большинство административных, профессиональных и коммерческих позиций, и, как результат, чехи должны были быть в более отсталой Словакии, чтобы занимать административные и профессиональные посты.
Кроме того, большинство отраслей промышленности Чехословакии были также расположены в Богемии и Моравии, в то время как большая часть экономики Словакии приходила от сельского хозяйства. В Карпатской Украине ситуация была ещё хуже, в основном там вовсе не было промышленности.
Благодаря централизованной политической структуре Чехословакии, в среде не чешских национальностей возник национализм, и несколько партий и движений были сформированы с целью более широкой политической автономии, как Судето-немецкая партия во главе с Конрадом Генлейном и Глинковой словацкой народной партией во главе с Андреем Глинкой.
Немецкие меньшинства, проживающие в Судетской области, требовали автономию от чешского правительства, утверждая, что их подавляло и репрессировало чешское правительство. В парламентских выборах 1935 года, вновь созданная Судетская немецкая партия под руководством Конрада Генлейна, финансированная нацистскими деньгами, одержала убедительную победу, обеспечив больше 2/3 голосов от Судетских немцев, что ухудшило дипломатические отношения между немцами и чехами.

## Силовые структуры

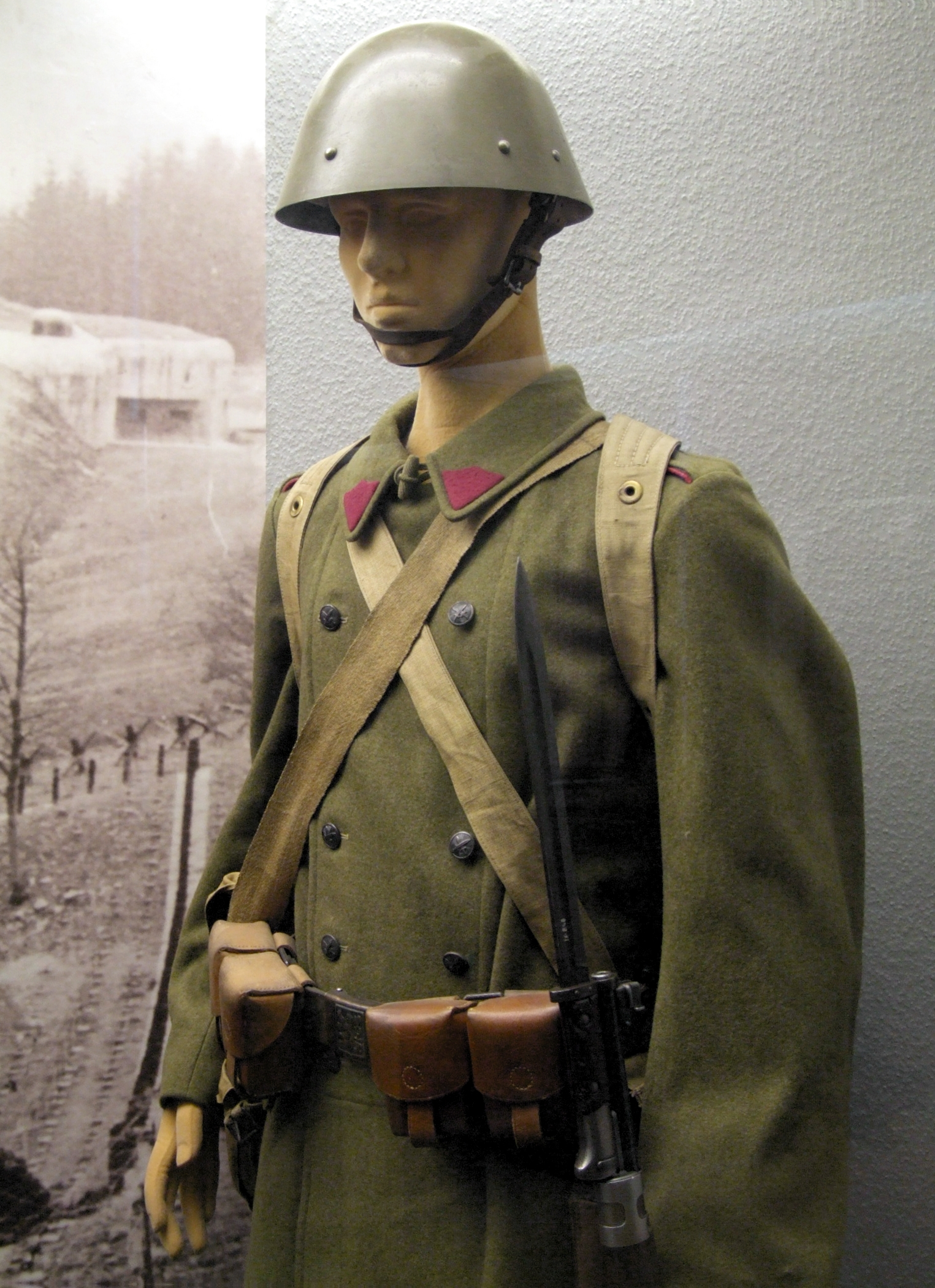
Манекен в форме одежды солдата Чехословацкой армии 1930-х годов.

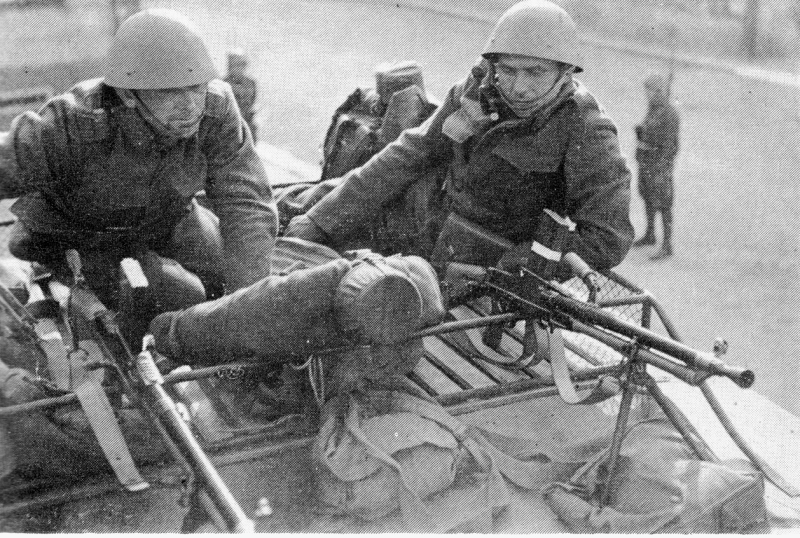
Солдаты Чехословацкой армии, 1938 год.

Основу для сформирования вооружённых сил составил бывший Чехословацкий корпус Русской армии.

«Эта была большая работа, в России, но замечательная; мы возвращались домой не с голыми руками, у нас было что-то настоящее, своё, наша армия, первая, настоящая, пускай экстерриториальная, часть нашего будущего государства».— Т. Масарик
Вооружённые силы государства состояли из:
- Чехословацкой армии (Československá armáda), состояла из 6 корпусов, по две дивизии в каждом[3]:
  - 1-й корпус (I. sbor), штаб в Праге (Богемия, современный Среднечешский край)
  - 2-й корпус (II. sbor), штаб в Градец Кралове (Богемия, современный Карловеградецкий край)
  - 3-й корпус (III. sbor), штаб в Брно (Моравия, современный Южноморавский край)
  - 4-й корпус (IV. sbor), штаб в Оломоуце (Моравия, современный Оломоуцкий край)
  - 5-й корпус (V. sbor), штаб в Тренчине (Словакия, современный Тренчинский край)
  - 6-й корпус (VI. sbor), штаб в Кошице (Словакия, современный Кошицкий край)
- Дунайской флотилии
- и другое.

## Культура

### Спорт
- Чехословацкий олимпийский комитет (Československý olympijský výbor)
- Чехословацкий футбольный союз (Československý fotbalový svaz)

### Религия
- Конференцию католических епископов Чехословакии (Československá biskupská konference) — объединяла большинство верующих, преимущественно большинство чехов-католиков, словаков-католиков, поляков-католиков Силезии, немцев-католиков Богемии, Моравии и Силезии, немцев-католиков Словакии и Закарпатья (как правило мадьяризированных)
  - Чешская церковная провинция (Česká církevní provincie)
    - Архиепархия Праги (Arcidiecéze pražská) — объединяла преимущественно чехов-католиков
    - Епархия Градец-Кралове (Diecéze královéhradecká) и Епархия Литомержице (Diecéze litoměřická) — объединяли преимущественно немцев-католиков, южная часть обеих епархий — преимущественно чехов-католиков
    - Епархия Ческе-Будеёвице (Diecéze českobudějovická) — объединяла преимущественно чехов-католиков, южная часть — преимущественно немцев-католиков

  - Моравская церковная провинция (Moravská církevní provincie)
    - Архиепархия Оломоуца (Arcidiecéze olomoucká) — объединяла преимущественно чехов-католиков, северная часть — преимущественно немцев-католиков
    - Епархия Брно (Diecéze brněnská) — объединяла преимущественно чехов-католиков

  - Апостольская администратура Трнавы (Trnavská apoštolská administratura), Епархия Банска-Быстрицы (Diecéze banskobystrická, Biskupstvo Banská Bystrica), Епархия Нитры (Diecéze nitranská, Biskupstvo Nitra) и Епархия Рожнявы (Diecéze rožňavská, Biskupstvo Rožňava) — объединяли преимущественно словаков-католиков, а также венгров-католиков и немцев-католиков (как правило мадьяризированных), южные части всех епархий — преимущественно венгров-католиков, а также немцев-католиков (как правило мадьяризированных)
  - Епархия Кошице (Diecéze košická, Biskupstvo Košice) и Епархия Спиша (Diecéze spišská, Biskupstvo Spišské Podhradie) — объединяли преимущественно словаков-католиков, а также венгров-католиков и немцев-католиков (как правило мадьяризированных)
  - Апостольская администратура Ужгорода — объединяла преимущественно венгров-католиков и немцев-католиков (как правило мадьяризированных) Закарпатья
  - Мукачевская грекокатолическая епархия (Řeckokatolická mukačevská eparchie, Мукачівська греко-католицька єпархія) — объединяла преимущественно русин-униатов Прикарпатской Руси
  - Прешовская грекокатолическая епархия (řeckokatolická prešovská eparchie) — объединяла преимущественно русин-униатов северной части Словакии
- Чехословацкой церковью (Církev československá) — объединяла преимущественно чехов-старокатоликов, состояла из:
  - Западно-чешская епархия (Západočeská diecéze CČS) (Прага)
  - Восточно-чешская епархия (Východočeská diecéze) (Градец-Кралове)
  - Моравская епархия (Moravská diecéze) (Оломоуц)
- Старокатолическая церковь Чехословакии — объединяла преимущественно немцев-старокатоликов Богемии, Моравии и Силезии
- Евангелическая церковь Чешских братьев (Českobratrská církev evangelická) — объединяла преимущественно чехов-лютеран, а также чехов-кальвинистов
- Аугсбургская евангелическая церковь западной Силезии (Шлёнска) в Чехословацкой республике (Augšburská evangelická církev ve východním Slezsku v Československu, Augsburski Kościół Ewangelicki na Wschodnim Śląsku w Czechosłowacji) — объединяла преимущественно поляков-лютеран Тешинского края[4]
- Евангелическая церковь Аугсбургского исповедания в Словакии (Evangelická církev augsburského vyznání na Slovensku, Evanjelická cirkev augsburského vyznania na Slovensku) — объединяла преимущественно немцев-лютеран Словакии (как правило мадьяризированных), а также венгров-лютеран и словаков-лютеран (как правило мадьяризированных) Словакии[5]
- Реформатская Христианская церковь в Словакии (Reformovaná kresťanská cirkev na Slovensku) — объединяла преимущественно венгров-кальвинистов Словакии, а также словаков-кальвинистов и немцев-кальвинистов (как правило мадьяризированных) Словакии[6]
- Закарпатская реформатская церковь (Kárpátaljai Református Egyház) — объединяла преимущественно венгров-кальвинистов Закарпатья, а также немцев-кальвинистов (как правило мадьяризированных) Закарпатья[7]
- Немецкая евангелическая церковь Богемии, Моравии и Силезии (Německá evangelická církev v Čechách, na Moravě a ve Slezsku, Deutsche Evangelische Kirche in Böhmen, Mähren und Schlesien) — объединяла преимущественно немцев-лютеран, а также немцев-кальвинистов Чехии (в основном из числа Судетских немцев)
- Сениорат Евангелических общин Аугсбургского вероисповедания в Восточной Силезии (Seniorat der Evangelischen Gemeinden Augsburger Bekenntnisses in Ostschlesien) — объединяла преимущественно немцев-лютеран Тешинского края, в 1918—1920 гг. входила в Евангелическо-аугсбургскую церковь Польши[8]
- Братское объединение Хельчинского (Bratrská jednota Chelčického) — объединяла баптистов
- Чехословацкая уния Церкви адвентистов седьмого дня — объединяла адвентистов седьмого дня, состояла из епархий:
  - Чешская епархия
  - Моравско-силезская епархия
  - Словацкая епархия
- Чешская епархия Сербской православной церкви — объединяла преимущественно православных чехов перешедших в 1924 году в византийский обряд из Чехословацкой гуситской церкви
- Мукачевско-Прешовская епархия Сербской православной церкви — объединяла преимущественно православных русинов Закарпатья и северной части Словакии
- Союзом иудаистских религиозных общин Чехии, Моравии и Силезии (Svaz židovských náboženských obcí v Čechách, na Moravě a ve Slezsku)[9] — объединяла преимущественно евреев-иудаистов Чехии, Моравии и Силезии
- Иудаистские религиозные общины Словакии и Закарпатской Украины — объединяли преимущественно евреев-иудаистов Словакии и Закарпатской Украины

### СМИ
Государственная газета — Sbírka zákonů.
Радиокомпания Чехословацкое радио Radiožurnál (уже в период Второй чехословацкой республики переименованная в «Чехословацкое радио»), включала в себя:
- Национальную радиостанцию Radiožurnál (в период диктатуры КПЧ была известна как Československo), вещавшую на длинных волнах
- Региональные радиостанции, вещавшие на средних волнах
  - Praha
  - Brno
  - Bratislava
  - Užhorod
- На коротких волнах из СССР в направлении Чехословакии вещала чехословацкая версия Европейская программа Центрального радио СССР, из самой Чехословакии в направлении США, Канады, Великобритании, Германии и Франции на коротких волнах вещала международная радиостанция Radio Praha